# Дисилилселенид
Дисилилселенид — неорганическое соединение с формулой (SiH3)2Se,
бесцветная жидкость.

## Получение
- Реакция иодсилана с селенидом серебра:

{\displaystyle {\mathsf {2SiH_{3}I+Ag_{2}Se\ {\xrightarrow {}}\ (SiH_{3})_{2}Se+2AgI}}}

## Физические свойства
Дисилилселенид образует бесцветную жидкость.